# Заболотье (деревня, Москва)
Заболотье — деревня в Троицком административном округе Москвы  (до 1 июля 2012 года в составе Подольского района Московской области). Входит в состав поселения Михайлово-Ярцевское.

## Население
Согласно Всероссийской переписи, в 2002 году в деревне проживало 2 человека (мужчина и женщина). По данным на 2005 год в деревне проживал 1 человек.

## Расположение
Деревня Заболотье расположена примерно в 29 км к западу от центра города Подольска. Ближайшие населённые пункты — деревни Пудово-Сипягино и Акулово. Рядом протекает река Поляница, на которой устроен большой пруд.

## Территориииулицы(поКЛАДР РФ)
Территории, перечисленные ниже, на самом деле географически не находятся внутри самой деревни, а разбросаны вокруг неё, на площади в несколько квадратных километров, в границах поселения Михайлово-Ярцевского. Тем не менее, по КЛАДР все они классифицируются, как улицы деревни Заболотье, а в названии обычно содержат слово Территория. Так как эти территории возникали и благоустраивались под началом инициативных групп (правлений СНТ, правлений ДСК и т.п.), то исторически сложилось, что в границах каждой из этих территорий обычно присутствует Территориальное общественное самоуправление:
- ЖСК Поляница Территория